# St. Gereon (Gereonsweiler)

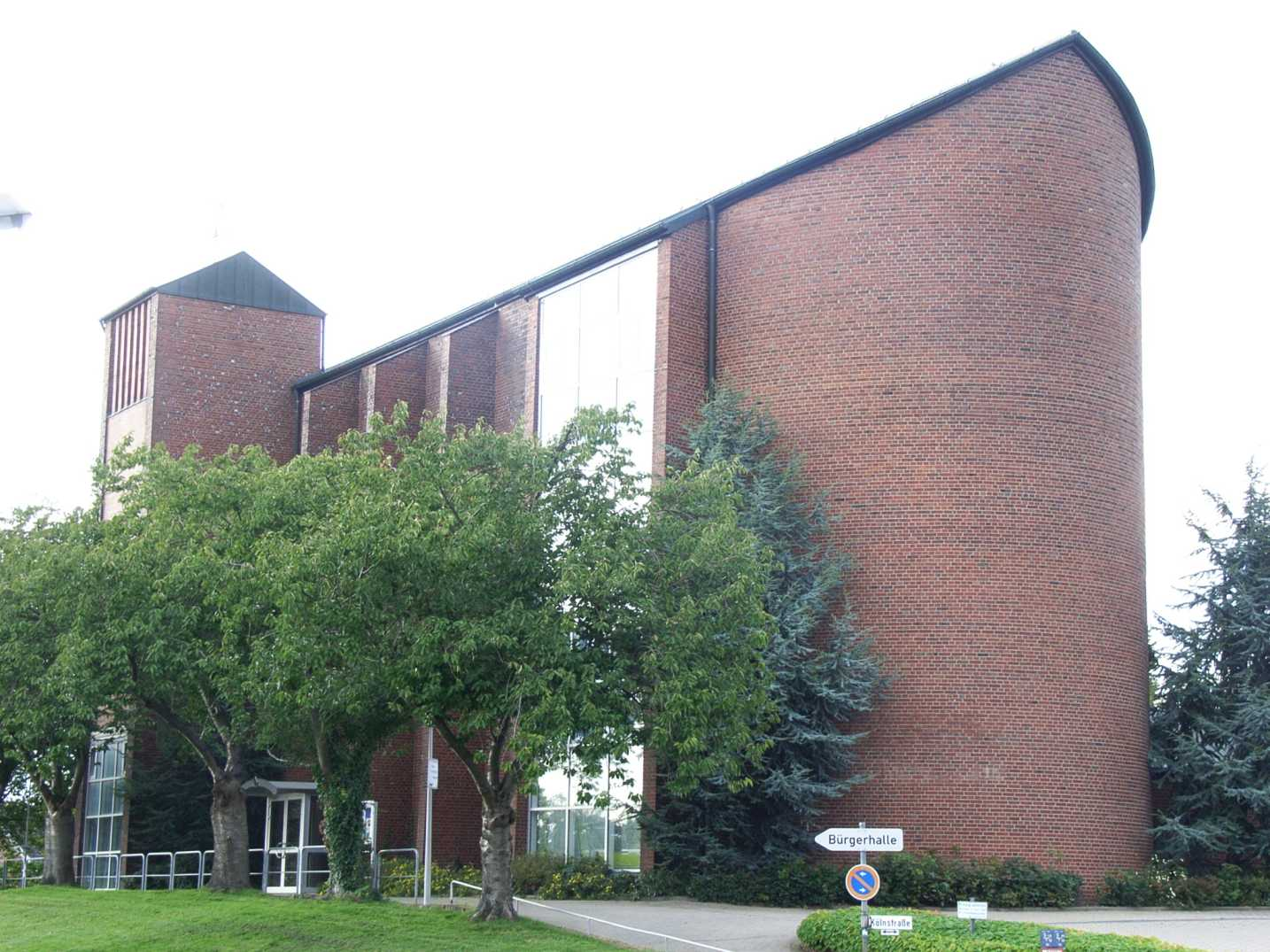
St. Gereon in Gereonsweiler

St. Gereon ist eine römisch-katholische Pfarrkirche in Gereonsweiler, einem Stadtteil der Stadt Linnich im Kreis Düren in Nordrhein-Westfalen. 
Die Kirche steht unter dem Patronat des hl. Gereon von Köln und wurde 1954 nach Plänen von Josef Lehmbrock erbaut.

## Geschichte
In Gereonsweiler hat es wahrscheinlich schon im 10. Jahrhundert eine Kirche gegeben. Diese Kirche wird erstmals 1324 urkundlich erwähnt. Das Gotteshaus war eine Saalkirche. Im 16. oder 17. Jahrhundert wurde die Kirche erweitert. In den 1880er Jahren wurde das Bauwerk abgerissen, da es zu klein geworden war. Als Ersatz wurde um das Jahr 1886 eine neue Kirche nach Plänen des Architekten Theodor Kremer errichtet. Dieses Gotteshaus wurde im Zweiten Weltkrieg vollständig zerstört. Im Jahr 1954 ist eine neue Kirche nach Plänen des Düsseldorfer Architekten Josef Lehmbrock errichtet worden.

## Ausstattung
In der Kirche befindet sich eine moderne Ausstattung. Die Fenster schuf die Künstlerin Susanne Becker-Paß im Jahr 1989.

### Orgel
Die Orgel von der Orgelbauanstalt Karl Bach aus Aachen hat 18 Register mit folgender Disposition:
| Pedal      |     |
| Subbass    | 16′ |
| Offenbass  | 8′  |
| Choralbass | 2f. |
| Posaune    | 16′ |

| I Manual     |        |
| Prinzipal    | 8′     |
| Bleigedackt  | 8′     |
| Gemshorn     | 4′     |
| Rohrnasard   | 2 ⁄3′  |
| Superoktave  | 2′     |
| Mixtur       | 4f. 1′ |
| Solotrompete | 8′     |

| II Manual       |                    |
| Rohrflöte       | 8′                 |
| Salicional      | 8′                 |
| Sing. Prinzipal | 4′                 |
| Nachthorn       | 2′                 |
| Terzian         | 2f. 1 3⁄5′ + 1 ⁄3′ |
| Scharf          | 3f. 2⁄3′           |
| Dulcian         | 8′                 |

- Koppeln: II/I, I/P, II/P, Sub II/I, Super II/I
- Spielhilfen: Freie Komb. 1 und 2, Piano, Tutti, Walze, Zungenabsteller, Tremulant

## Pfarrer
Folgende Priester wirkten bislang als Pfarrer an St. Gereon:
- 1927–1956: Bruno Thelen
- 1956–1986: Cornelius Jansen
- 1986–2021: Konrad Barisch
- Seit 2021: Heinz Philippen